# Sedmnáctibodová dohoda

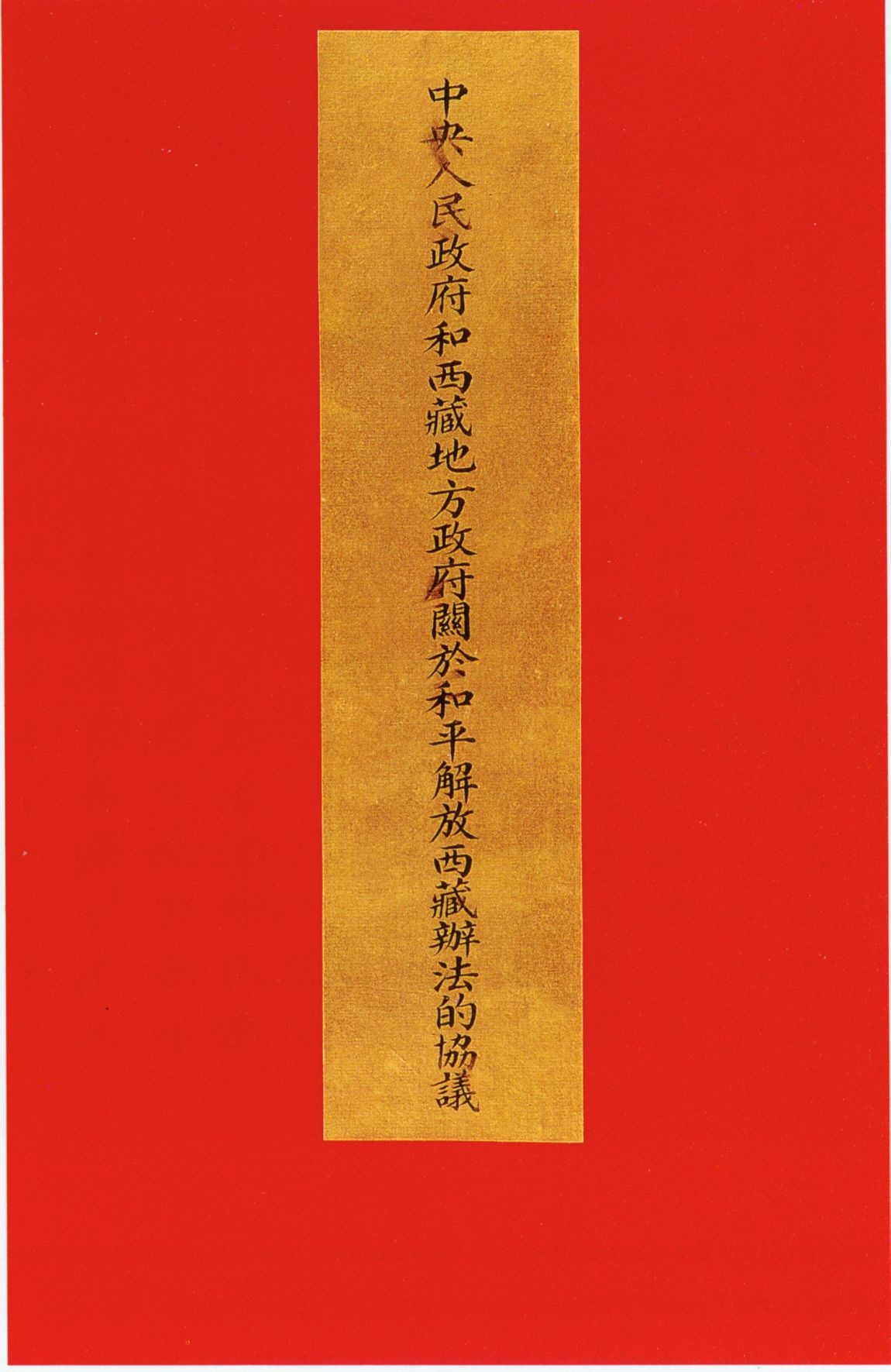
Titulní strana čínské verze dokumentu.

Dohoda Ústřední lidové vlády a místní vlády v Tibetu o opatřeních k mírovému osvobození Tibetu (tradiční čínština: 中央人民政府和西藏地方政府關於和平解放西藏辦法的協議), známá spíše pod zkráceným názvem Sedmnáctibodová dohoda, je právní dokument, který umožnil znovuobnovení svrchovanosti čínského státu, tedy Čínské lidové republiky, nad de facto nezávislým Tibetem, jenž vyhlásil svou nezávislost v roce 1912. Smlouva byla podepsána delegacemi Tibetu a Čínské lidové republiky v Pekingu dne 23. května 1951. Šlo tak o mírové vyřešení čínsko-tibetské krize, která začala v roce 1950 důrazným nárokováním území Tibetu vládou Čínské lidové republiky a nepovolenou přítomností čínských vojsk na území Tibetu (tj. okupací tibetského území).
ČLR se ve smlouvě zavázala, že nebude změněn politický systém v Tibetu, ani omezeny funkce a pravomoci jak dalajlámovy, tak pančhenlámovy. Dále se mj. zaručila, že bude respektována náboženská svoboda na území Tibetu.
Zatímco je tato smlouva úřady ČLR považována za legitimaci jejich nároků na Tibet, existují na druhé straně mínění o neplatnosti smlouvy podle mezinárodního práva, protože podpisy tibetských zástupců byly vynuceny vojenským tlakem. Čínské smluvní straně je pak vyčítáno i porušení svobodného výkonu náboženského vyznání (body 3, 4 a 7 smlouvy).
Roku 1959 byla tato smlouva (po útěku z obsazeného Tibetu) označena za neplatnou jak dalajlámou tak i jeho exilovou vládou.